# Стимулација кичмене мождине
Стимулација кичмене мождине је минимално инвазивна интервентна техника која се користи у лечењу хроничног бола. Њен циљ је да "заобиђе" подручје упорног бола неуропатског порекла слањем електричних стимулација у кичмену мождину помоћу електрода. Тиме се неуромодулацијом ублажава  јак, неиздржив  хронични бол. Након примене ове методе пацијент уместо јаке боли осећа слабе парестезије.
Дефинитивна примена методе је генерално условљена смањењем бола у просеку од 50% (на основу валидираних скала мерења), иако је резултат понекад значајно већи (у зависности од врсте бола и његовог трајања).
У новије време развијају се и нови модалитети ове методе, као што су бруст стимулација и стимулација фисокофреквентном струјом, при чему болесник не осећа парестезије.

## Метода
Стимулација кичмене мождине постиже се имплантацијом стимулишућих електрода у пределу дорзалног ганглиона задњих рогова кичмене мождине и неуростимулатора, у локалној анестезији. Постављање неуростимулатора се врши у 2 корака:
- Први корак се састоји од стављања перкутаних електрода под неуролептаналгезију, која је мање инвазивна и омогућава идеално позиционирање електрода (и буђење пацијента по процедури). Електроде су повезане са спољним генератором; Понекад је потребно хируршким путем електроде ставити у општој анестезији (неуспех перкутане технике, репозиције и сл.).
- Други корак се састоји у постављању генератора у стомак и повезивању са електродама. Лекар може извршити подешавања помоћу програматора који комуницира са генератором.

Пацијент има даљински управљач за укључивање/искључивање уређаја и подешавање интензитета нисковолтажне једносмерне струје која стимулише  дорзални ганглион кичмене мождине, чиме се прекида пренос импулса боли.  
Тестна фаза траје у просеку недељу дана и мора да укључује повратак кући. Сматра се позитивним ако пацијент укаже на ниво олакшања већи од 50% и удобну стимулацију, која покрива најмање 80% болног подручја. 
Након уградње систем се може задржати доживотно. Једном када је хардвер имплантиран и није било постоперативних компликација, он нема зависности или нежељених ефеката о којима треба пацијент да брине. 

## Индикације
Стимулација кичмене мождине је погодна за третирање:
- радикуларног бола у леђима, нпр. након неусшешне операције кичме, који се манифестује као резидуални бол у доњем делу леђа (који може укључивати бол који се шири низ ногу) који траје након једне или више операција кичме.
- неуропатског бола,
- васкуларног бола, који се манифестује као бол у једном екстремитету. Може бити праћен едемом, вазомоторним променама или знојењем. Иако се може појавити спонтано, обично се јавља након трауме или операције.
- исхемијског бола, који се јавља када орган више није довољно исхрањен крвљу да задовољи своје метаболичке потребе. Јавља се углавном код пацијената старијих од 55 година, а често је последица прогресије артериопатије. Зачепљење артерија (исхемија) у ногама може изазвати озбиљне проблеме, као што је гангрена, што може довести до ампутације. Операција може побољшати проток крви, али није могућа за све. Лекови се могу користити за ублажавање болова, побољшање локалне циркулације и лечење инфекције. Стимулацијом кичмене мождине, не само да се смањује бол већ и повећава зарастање чирева кроз побољшање локалне циркулације у захваћеном делу екстремитета. Истраживања су показала да стимулација кичмене мождине мождине не само да смањује ризик од ампутације, већ побољшао стање и пружа веће олакшање бола него само лекови.[2]
- бола код ангине пекторис,

## Компликације
Компликације које настају након постављања стимулатора кичмене мождине су: Биолошке компликације: инфекција, хематом и цурење цереброспиналне течности (ликвора). Инфекција се јавља у око 3% код особа са ослабљеним имунитетом и дијабетичара. Појава инфекције захтева уклањање материјала, а затим реимплантацију, након лечења антибиотиком.  
Хардверске компликације: миграција електроде, фрактура електроде или екстензије, искључење имплантираног неуростимулатора и квар.
Нежељена дејства: :
- бол на месту имплантације пејсмејкера
- губитак ефикасности током времена
- непријатне сензације (неудобне парестезије).

Само инфекције и епидурални хематом (изузетно) треба сматрати тешким компликацијама. Код инфекција неопходно је уклањање материјала и генерално 8 дана антибиотске терапије. Затим се пацијент одмара најмање два месеца након инфекције.

## Спољашње везе
- La neurostimulation médullaire à l’assaut de la douleur neuropathique chronique (језик: француски)

|  | Молимо Вас, обратите пажњу на важно упозорење у вези са темама из области медицине (здравља). |